# سد آشار
سد آشار، یک سد بتنی غیر سرریز شونده در حاشیه‌ جنوبی شهر آشار و ۵۵ کیلومتری جنوب شهر مهرستان در استان سیستان و بلوچستان است. این سد بر روی رودخانه فصلی آشار ساخته شده و حجم مخزن آن ۵.۳ میلیون متر مکعب است.
طرح محوطه گردشگری حاشیه دریاچه سد آشار ساخته نشده است. آب دریاچه سد شیرین است و در آن پرورش ماهی انجام می‌شود که سالانه در حدود ۴۰ تن تولید ماهی دارد. اداره شیلات استان، سالانه مجوز صیادی در سد آشار را به تشکل‌ها و شرکت‌های صیادی می‌دهد.

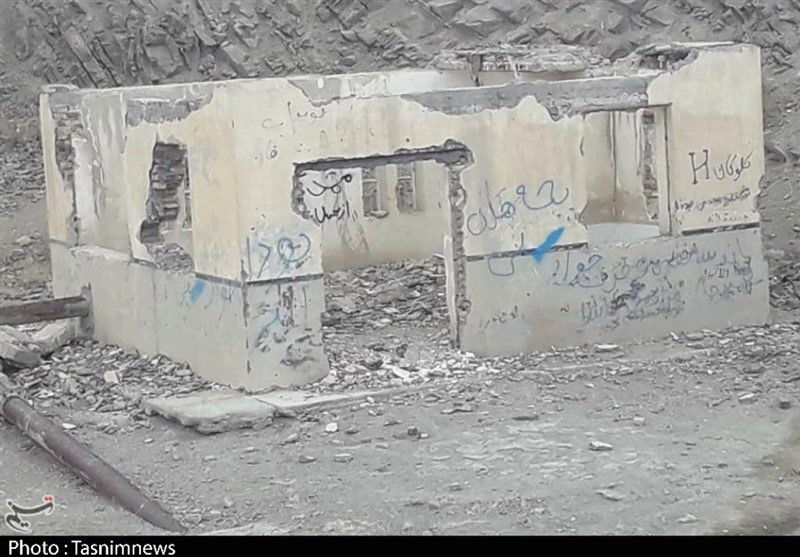
تخریب و دزدی تجهیزات ایستگاه پمپاژ آب سد آشار - عکس ایستگاه پمپاژ در سال ۱۳۹۸

در طرح سد، قرار به ساخت پمپ خانه و انتقال آب به مزارع اطراف بود و در زمان ساخت (سال ۱۳۸۰) تجهیزاتی به ارزش ۸۰۰ میلیون تومان برای اینکار به محل منتقل شد ولی بعد از یک دزدی کوچک از پمپ خانه، کار به کلی رها شد و حتی تا ۲۰ سال بعد خط انتقال آب سد برای استفاده مردم محل از آب تکمیل نشد. در این مدت تقریبا تمام تجهیزات پمپ خانه سد مورد سرقت قرار گرفت.

## اهداف
ساخت این سد علاوه بر تقویت سفره های آب زیر زمینی، بخشی از آب کشاورزی مورد نیاز ۷۷ روستا با بیش از ۵ هزار نفر جمعیت را تامین می شود. آب شیرین سد آشار، مناسب برای تصفیه و استفاده برای شرب است.

## نگارخانه
.